# Strzelanina w synagodze w Pittsburghu

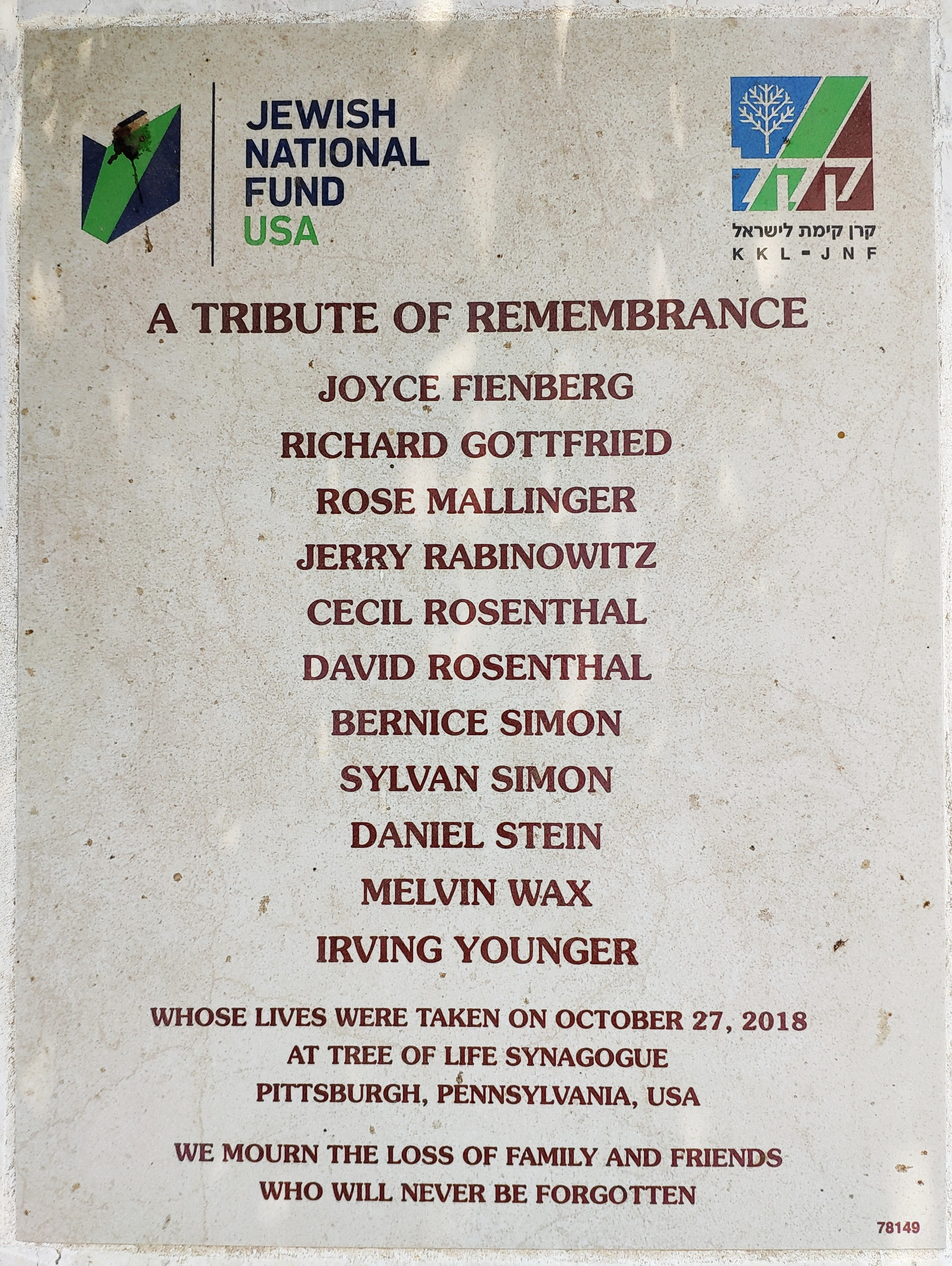
Tablica z nazwiskami ofiar. Przy Placu Pamięci Żywych 9/11 w Jerozolimie.

Strzelanina w synagodze w Pittsburghu – strzelanina, do której doszło 27 października 2018 w synagodze Drzewo Życia w Pittsburghu w USA, w stanie Pensylwania. Zginęło 11 osób, a 6 osób, w tym czterech policjantów, odniosło obrażenia.

## Przebieg zdarzenia
Do strzelaniny doszło w czasie porannego nabożeństwa podczas rytuału brit mila (obrzezania). Sprawca wszedł do synagogi i krzyknął: Wszyscy Żydzi muszą umrzeć, po czym zaczął strzelać do wiernych. Około godziny 10 czasu lokalnego służby ratownicze przybyły do synagogi. Zginęło 11 osób, a 6 odniosło obrażenia.

## Sprawca
Podejrzany został zidentyfikowany przez władze lokalne jako 46-letni Robert Bowers, mieszkaniec Baldwin w Pensylwanii. Po strzelaninie został aresztowany przez policję i wysłany do szpitala z powodu ran, których doznał podczas próby zatrzymania. Bowers był uzbrojony w karabinek AR-15 i trzy pistolety. Sprawca ataku został oskarżony o dokonanie 29 przestępstw. Pod koniec stycznia 2018 w mediach społecznościowych Gab.com założył konto pod pseudonimem onedingo, gdzie umieszczał swoje antysemickie posty oraz innych antysemickich i neonazistowskich użytkowników negujących Holocaust. Jego profil także nawiązywał do Fourteen Words.

## Ofiary
1. Joyce Fienberg (lat 75)
2. Richard Gottfried (lat 65)
3. Rose Mallinger (lat 97)
4. Jerry Rabinowitz (lat 66)
5. Cecil Rosenthal (lat 59)
6. David Rosenthal (lat 54)
7. Bernice Simon (lat 84)
8. Sylvan Simon (lat 86)
9. Daniel Stein (lat 71)
10. Melvin Wax (lat 88)
11. Irving Younger (lat 69)